# Midway Sportscars
Midway Sportscars war ein britischer Hersteller von Automobilen.

## Unternehmensgeschichte
Terry Francis gründete 2005 das Unternehmen in Hextable in der Grafschaft Kent. Er begann mit der Produktion von Automobilen und Kits. Der Markenname lautete Midway. 2006 endete die Produktion.

## Fahrzeuge
Das einzige Modell war der Midtec Spyder. Dies war ein offener Zweisitzer. Eine Quelle beschreibt das Aussehen als revolutionär, auch wenn es nicht allen gefiel. Die Front war auffallend kurz. Der Motor war hinter den Sitzen montiert. Die Basis bildete ein Rohrrahmen. Verschiedene V2-Motoren von Motorrädern wie Honda Firestorm oder Honda SP 1 und SP 2 trieben die Fahrzeuge an. Die Motoren leisteten aus 1000 cm³ Hubraum wahlweise 81 kW oder 100 kW.
Entworfen hatte das Modell 1988 Lee Noble von Kitdeal, der es bis 1989 produzierte. Darauf folgten Midtec Sports Cars bis 1997 und Stuart Taylor Motorsport bis 2005. Nach Aufgabe der Produktion bei Midway Sports Cars erwarb 2009 ein irisches Unternehmen das Projekt und versuchte, die Produktion fortzusetzen. Insgesamt entstanden etwa 32 Exemplare.